# События 8 и 9 ноября 1986 года
Протест против китобойного промысла в Исландии был организован активистами «Морского пастуха». В ходе нападения на китобойную базу в Хваль-фьорде затонули корабли Hvalur 6 и Hvalur 7. В ходе нападения никто не пострадал, но промысел был приостановлен и пошёл на спад. Экологи нанесли ущерба на два миллиона долларов и успели скрыться.

## Предыстория
В январе 1986 года был введён международный мораторий, запрещающий ловить китов в коммерческих целях. Общество охраны морской фауны было готово вмешаться в отлов китов Советским Союзом, Фарерскими островами, Норвегией, Исландией и Японией. Исландия заявила о намерении поймать 120 полосатиков в научных целях, «важнейших для рыбной промышленности страны». Тогда ООМФ разработало план, который должен был нанести огромный ущерб исландскому китобойному промыслу и не наносить вред здоровью или жизни китобоям.

## Ход событий

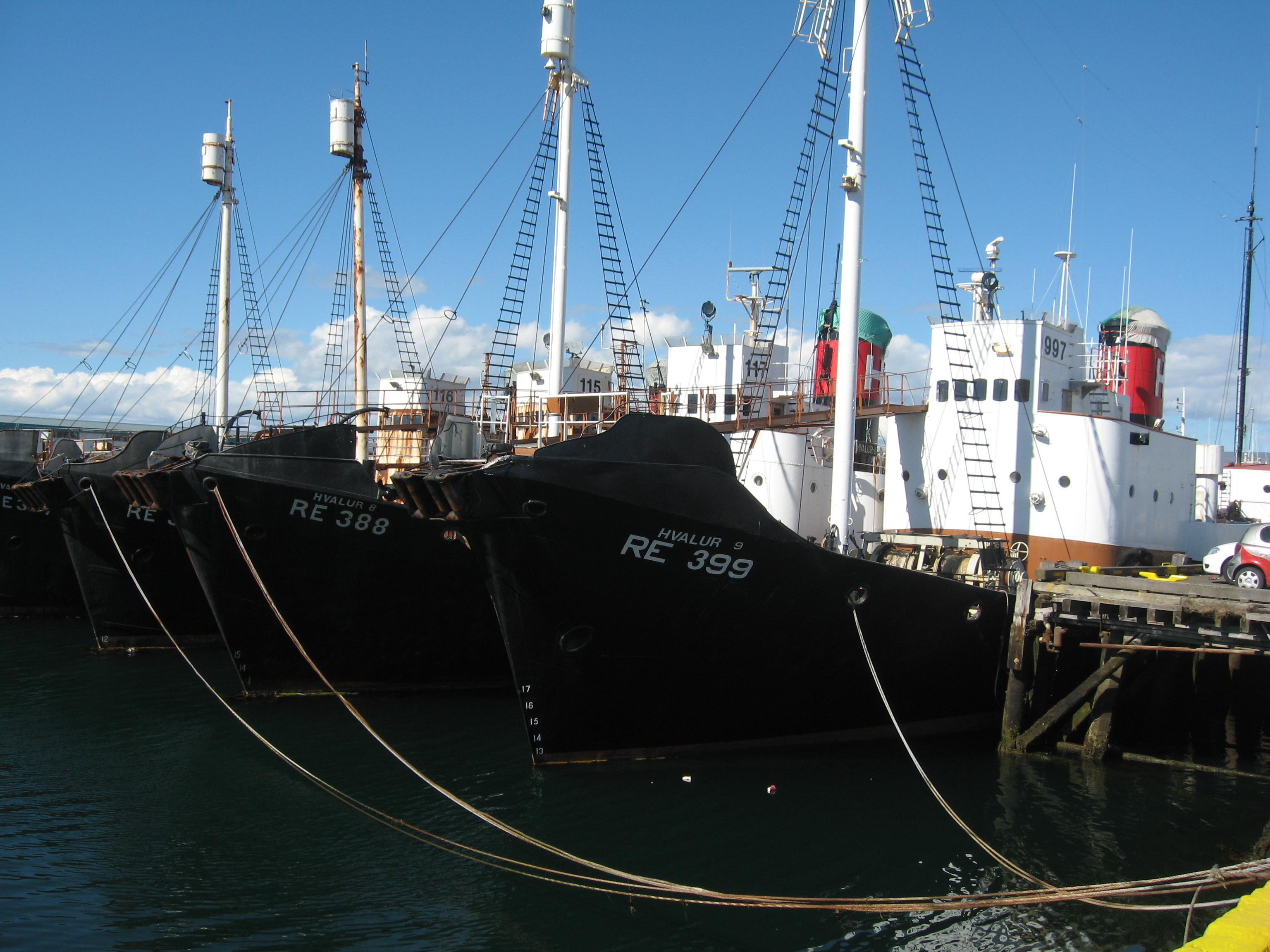
Hvalur 6, Hvalur 7 и Hvalur 8в 2008 г.

С 8 на 9 ноября 1986 года члены Общества охраны морской фауны предприняли попытку потопить исландские китобойныe суда Hvalur 6 и Hvalur 7 в Рейкьявике. Целью теракта было остановить китобойный промысел в Исландии.
В октябре 1986 года экологи Род Коронадо и Дэвид Хауитт прибыли в столицу Исландии. Тайно разузнав местонахождение китобойных судов они устроились на работу на рыбном заводе. В 20:00 экологи проникли на китобойную станцию на Хваль-фьорде (единственную в Исландии). Они использовали кувалды для уничтожения двигателей, генераторов и машин. Холодильная установка предназначенная для хранения китового мяса была уничтожена, документы были облиты кислотой.
Хауитт и Коронадо покинули китобойную базу и вернулись Рейкьявик на пристань, где были пришвартованы суда Hvalur. Волонтёры открыли забортный клапан кораблей, и они затонули в течение получаса. Коронадо и Хауитт ушли до прибытия полиции и покинули страну в 7:45, улетев в Люксембург.
В ходе операции не пострадал ни один человек. Экологи нанесли урон на 2 миллиона долларов. Суда Hvalur в конечном счёте были спасены.

## Последствия
Лидер Общества охраны морской фауны Пол Уотсон взял на себя вину за ущерб, нанесенный его сподвижниками, из-за чего ему были представлены обвинения в терроризме. В Исландии Уотсон был объявлен персоной нон грата.
Премьер-министр Исландии Стейнгримюр Херманнссон подверг критике полицию из-за того, что экологи смогли сбежать.
Международная общественность негативно отозвалась о произошедшем. В частности, СМИ Исландии, Гринпис и СМИ некоторых стран Северной Америки назвали действия экологов терроризмом.